# Thiên thể Messier
Các thiên thể Messier là tập hợp 110 thiên thể được định vị bởi nhà thiên văn học người Pháp Charles Messier trong quyển Danh mục Tinh vân và đám sao (Catalogue des Nébuleuses et des Amas d'Étoiles) xuất bản lần đầu năm 1774. Messier là một người săn tìm sao chổi và đã bị khó chịu mỗi khi tìm thấy một thiên thể trông giống nhưng không phải là sao chổi. Ông đã xuất bản danh bạ các vật thể đó để giúp các nhà săn tìm sao chổi khác tránh bị mất thời gian khi tìm thấy vật thể đã xác định là không phải sao chổi.
Lần xuất bản đầu tiên chứa 45 thiên thể chưa được đánh số (M1 đến M45). Mười tám thiên thể được Messier phát hiện, phần còn lại được các nhà thiên văn học khác quan sát trước đó. Đến năm 1780, danh mục đã tăng lên 70 thiên thể. Lần xuất bản cuối vào năm 1781, danh mục chứa 103 thiên thể và được in lại trong Connaissance des Temps (Hiểu Biết thời gian) vào năm 1784. Tuy nhiên, do lâu nay người ta cho rằng Messier đã bổ sung không chính xác Messier 102 nên tổng số vẫn là 102. Các nhà thiên văn học khác đã sử dụng các ghi chú bên lề trong các văn bản của Messier để hoàn thiện danh mục, cuối cùng đã điền vào danh mục lên tới 110 thiên thể. Nhiều thiên thể trong danh sách này ngày nay vẫn được biết đến với số thứ tự trong danh mục của Messier.
Danh mục bao gồm một loạt các Thiên thể, từ các cụm sao và tinh vân cho đến các thiên hà. Ví dụ, Messier 1 là một tàn tích siêu tân tinh còn được gọi là Tinh vân Con Cua và Thiên hà Tiên Nữ xoắn ốc lớn là Messier 31. Tiếp theo là bao gồm, bổ sung đầu tiên đến từ Nicolas Camille Flammarion vào 1921, ông đã thêm Messier 104 sau khi tìm thấy ghi chú bên lề của Messier trong mẫu danh mục ấn bản năm 1781 của ông. Messier 105 đến Messier 107 được Helen Sawyer Hogg bổ sung vào năm 1947, Messier 108 và Messier 109 bổ sung bởi Owen Gingerich vào năm 1960 và Messier 110 bổ sung bởi Kenneth Glyn Jones vào năm 1967.

## Quan sát
Danh sách Messier được thực hiện từ các công trình của các nhà thiên văn ở Bắc bán cầu Trái Đất, do đó chỉ chứa các thiên thể nằm ở bắc thiên cầu cho tới các thiên thể có xích vĩ nhỏ nhất là –35°. Nhiều thiên thể đẹp và lớn ở Nam thiên cầu, như các Đám mây Magellan Lớn và Nhỏ không có mặt. Các thiên thể Messier đều có thể được quan sát bởi mắt thường hoặc bởi ống nhòm hay kính thiên văn nhỏ khi trời quang và xa thành thị, chúng được các nhà thiên văn nghiệp dư ưa chuộng. Vào đầu mùa xuân, một số người có thể tụ tập và quan sát trong một đêm tất cả các thiên thể Messier, gọi là "Messier Marathon".

## Danh sách Thiên thể Messier
| Số Messier | Số NGC/IC          | Tên riêng                                                                                     | Hình ảnh | Loại thiên thể                                | Khoảng cách (kly) | Chòm sao   | Cấp sao biểu kiến | Xích kinh         | Xích vĩ           |
| ---------- | ------------------ | --------------------------------------------------------------------------------------------- | -------- | --------------------------------------------- | ----------------- | ---------- | ----------------- | ----------------- | ----------------- |
| M1         | NGC 1952           | Tinh vân Con Cua (Crab Nebula)                                                                |          | Tàn tích siêu tân tinh                        | 4,9–8,1           | Kim Ngưu   | 8,4               | 05h 34m 31,94s    | +22° 00′ 52,2″    |
| M2         | NGC 7089           | –                                                                                             |          | Cụm sao cầu                                   | 33                | Bảo Bình   | 6,3               | 21h 33m 27,02s    | −00° 49′ 23,7″    |
| M3         | NGC 5272           | –                                                                                             |          | Cụm sao cầu                                   | 33,9              | Lạp Khuyển | 6,2               | 13h 42m 11,62s    | +28° 22′ 38,2″    |
| M4         | NGC 6121           | –                                                                                             |          | Cụm sao cầu                                   | 7,2               | Thiên Yết  | 5,9               | 16h 23m 35,22s    | −26° 31′ 32,7″    |
| M5         | NGC 5904           | –                                                                                             |          | Cụm sao cầu                                   | 24,5              | Cự Xà      | 6,7               | 15h 18m 33,22s    | +02° 04′ 51,7″    |
| M6         | NGC 6405           | Cụm sao Hồ Điệp (Butterfly Cluster)                                                           |          | Cụm sao mở                                    | 1,6               | Thiên Yết  | 4,2               | 17h 40,1m         | −32° 13′          |
| M7         | NGC 6475           | Cụm sao Ptolemy (Ptolemy Cluster)                                                             |          | Cụm sao mở                                    | 0,65–1,31         | Thiên Yết  | 3,3               | 17h 53m 51,2s     | −34° 47′ 34″      |
| M8         | NGC 6523           | Tinh vân Lagoon (Lagoon Nebula)                                                               |          | Tinh vân với cụm sao                          | 4,1               | Cung Thủ   | 6,0               | 18h 03m 37s       | −24° 23′ 12″      |
| M9         | NGC 6333           | –                                                                                             |          | Cụm sao cầu                                   | 25,8              | Xà Phu     | 8,4               | 17h 19m 11,78s    | −18° 30′ 58,5″    |
| M10        | NGC 6254           | –                                                                                             |          | Cụm sao cầu                                   | 14,3              | Xà Phu     | 6,4               | 16h 57m 8,92s     | −04° 05′ 58,07″   |
| M11        | NGC 6705           | Cụm sao Vịt Trời (Wild Duck Cluster)                                                          |          | Cụm sao mở                                    | 6,2               | Thuẫn Bài  | 6,3               | 18h 51,1m         | −06° 16′          |
| M12        | NGC 6218           | –                                                                                             |          | Cụm sao cầu                                   | 15,7              | Xà Phu     | 7,7               | 16h 47m 14,18s    | −01° 56′ 54,7″    |
| M13        | NGC 6205           | Cụm sao cầu lớn trong chòm Vũ Tiên (Great Globular Cluster in Hercules)                       |          | Cụm sao cầu                                   | 22,2              | Vũ Tiên    | 5,8               | 16h 41m 41,24s    | +36° 27′ 35,5″    |
| M14        | NGC 6402           | –                                                                                             |          | Cụm sao cầu                                   | 30,3              | Xà Phu     | 8,3               | 17h 37m 36,15s    | −03° 14′ 45,3″    |
| M15        | NGC 7078           | –                                                                                             |          | Cụm sao cầu                                   | 33                | Phi Mã     | 6,2               | 21h 29m 58,33s    | +12° 10′ 01,2″    |
| M16        | NGC 6611           | Tinh vân Đại Bàng (Eagle Nebula)                                                              |          | Tinh vân vùng H II với cụm sao                | 7                 | Cự Xà      | 6,0               | 18h 18m 48s       | −13° 49′          |
| M17        | NGC 6618           | Tinh vân Omega, Thiên nga, Móng ngựa hoặc Tôm hùm (Omega, Swan, Horseshoe, or Lobster Nebula) |          | Tinh vân vùng H II với cụm sao                | 5–6               | Cung Thủ   | 6,0               | 18h 20m 26s       | −16° 10′ 36″      |
| M18        | NGC 6613           | –                                                                                             |          | Cụm sao mở                                    | 4,9               | Cung Thủ   | 7,5               | 18h 19,9m         | −17° 08′          |
| M19        | NGC 6273           | –                                                                                             |          | Cụm sao cầu                                   | 28,7              | Xà Phu     | 7,5               | 17h 02m 37,69s    | −26° 16′ 04,6″    |
| M20        | NGC 6514           | Tinh vân Chẻ Ba (Trifid Nebula)                                                               |          | Tinh vân vùng H II với cụm sao                | 5,2               | Cung Thủ   | 6,3               | 18h 02m 23s       | −23° 01′ 48″      |
| M21        | NGC 6531           | –                                                                                             |          | Cụm sao mở                                    | 4,25              | Cung Thủ   | 6,5               | 18h 04,6m         | −22° 30′          |
| M22        | NGC 6656           | Cụm sao Nhân Mã (Sagittarius Cluster)                                                         |          | Cụm sao cầu                                   | 9,6–11,6          | Cung Thủ   | 5,1               | 18h 36m 23,94s    | −23° 54′ 17,1″    |
| M23        | NGC 6494           | –                                                                                             |          | Cụm sao mở                                    | 2,15              | Cung Thủ   | 6,9               | 17h 56,8m         | −19° 01′          |
| M24        | IC 4715            | Đám mây sao Nhân Mã (Small Sagittarius Star Cloud)                                            |          | Đám mây sao dải Ngân Hà                       | ~10               | Cung Thủ   | 2,5               | 18h 17m           | −18° 33′          |
| M25        | IC 4725            | –                                                                                             |          | Cụm sao mở                                    | 2,0               | Cung Thủ   | 4,6               | 18h 31,6m         | −19° 15′          |
| M26        | NGC 6694           | –                                                                                             |          | Cụm sao mở                                    | 5,0               | Thuẫn Bài  | 8,0               | 18h 45,2m         | −09° 24′          |
| M27        | NGC 6853           | Tinh vân Quả Tạ (Dumbbell Nebula)                                                             |          | Tinh vân hành tinh                            | 1,148–1,52        | Hồ Ly      | 7,5               | 19h 59m 36,340s   | +22° 43′ 16,09″   |
| M28        | NGC 6626           | –                                                                                             |          | Cụm sao cầu                                   | 17,9              | Cung Thủ   | 7,7               | 18h 24m 32,89s    | −24° 52′ 11,4″    |
| M29        | NGC 6913           | Tháp giải nhiệt (Cooling Tower)                                                               |          | Cụm sao mở                                    | 7,2               | Thiên Nga  | 7,1               | 20h 23m 56s       | +38° 31′ 24″      |
| M30        | NGC 7099           | –                                                                                             |          | Cụm sao cầu                                   | 27,8–31           | Ma Kết     | 7,7               | 21h 40m 22,12     | −23° 10′ 47,5″    |
| M31        | NGC 224            | Thiên hà Tiên Nữ (Andromeda Galaxy)                                                           |          | Thiên hà xoắn ốc                              | 2430–2650         | Tiên Nữ    | 3,4               | 00h 42m 44,3s     | +41° 16′ 9″       |
| M32        | NGC 221            | Thiên hà Tiên Nữ nhỏ (Small Andromeda Galaxy)                                                 |          | Thiên hà hình elip lùn                        | 2410–2570         | Tiên Nữ    | 8,1               | 00h 42m 41,8s     | +40° 51′ 55″      |
| M33        | NGC 598            | Thiên hà Tam Giác/Chong Chóng (Triangulum/Pinwheel Galaxy)                                    |          | Thiên hà xoắn ốc                              | 2380–3070         | Tam Giác   | 5,7               | 01h 33m 50,02s    | +30° 39′ 36,7″    |
| M34        | NGC 1039           | –                                                                                             |          | Cụm sao mở                                    | 1,5               | Anh Tiên   | 5,5               | 02h 42,1m         | +42° 46′          |
| M35        | NGC 2168           | –                                                                                             |          | Cụm sao mở                                    | 2,8               | Song Tử    | 5,3               | 06h 09,1m         | +24° 21′          |
| M36        | NGC 1960           | –                                                                                             |          | Cụm sao mở                                    | 4,1               | Ngự Phu    | 6,3               | 05h 36m 12s       | +34° 08′ 4″       |
| M37        | NGC 2099           | –                                                                                             |          | Cụm sao mở                                    | 4,511             | Ngự Phu    | 6,2               | 05h 52m 18s       | +32° 33′ 02″      |
| M38        | NGC 1912           | Cụm sao Sao Biển (Starfish Cluster)                                                           |          | Cụm sao mở                                    | 4,2               | Ngự Phu    | 7,4               | 05h 28m 42s       | +35° 51′ 18″      |
| M39        | NGC 7092           | –                                                                                             |          | Cụm sao mở                                    | 0,8244            | Thiên Nga  | 5,5               | 21h 31m 42s       | +48° 26′ 00″      |
| M40        | –                  | Winnecke-4                                                                                    |          | Hệ thống sao                                  | 0,51              | Đại Hùng   | 9,7               | 12h 22m 12,5s     | +58° 4′ 59″       |
| M41        | NGC 2287           | –                                                                                             |          | Cụm sao mở                                    | 2,3               | Đại Khuyển | 4,5               | 06h 46,0m         | −20° 46′          |
| M42        | NGC 1976           | Tinh vân Lạp Hộ (Orion Nebula)                                                                |          | Tinh vân vùng H II                            | 1,324–1,364       | Lạp Hộ     | 4,0               | 05h 35m 17,3      | −05° 23′ 28″      |
| M43        | NGC 1982           | Tinh vân De Mairan (De Mairan's Nebula)                                                       |          | Tinh vân vùng H II (một phần Tinh vân Lạp Hộ) | 1,6               | Lạp Hộ     | 9,0               | 05h 35,6m         | −05° 16′          |
| M44        | NGC 2632           | Cụm sao Tổ Ong hoặc Praesepe (Beehive Cluster or Praesepe)                                    |          | Cụm sao mở                                    | 0,577             | Cự Giải    | 3,7               | 08h 40,4m         | +19° 59′          |
| M45        | –                  | Tua Rua (Pleiades)                                                                            |          | Cụm sao mở                                    | 0,39–0,46         | Kim Ngưu   | 1,6               | 03h 47m 24s       | +24° 07′ 00″      |
| M46        | NGC 2437           | –                                                                                             |          | Cụm sao mở                                    | 5,4               | Thuyền Vĩ  | 6,1               | 07h 41,8m         | −14° 49′          |
| M47        | NGC 2422           | –                                                                                             |          | Cụm sao mở                                    | 1,6               | Thuyền Vĩ  | 4,2               | 07h 36,6m         | −14° 30′          |
| M48        | NGC 2548           | –                                                                                             |          | Cụm sao mở                                    | 1,5               | Trường Xà  | 5,5               | 08h 13,7m         | −05° 45′          |
| M49        | NGC 4472           | –                                                                                             |          | Thiên hà elip                                 | 53.600–58.200     | Xử Nữ      | 9,4               | 12h 29m 46,7s     | +08° 00′ 02″      |
| M50        | NGC 2323           | –                                                                                             |          | Cụm sao mở                                    | 3,2               | Kỳ Lân     | 5,9               | 07h 03,2m         | −08° 20′          |
| M51        | NGC 5194, NGC 5195 | Thiên hà Xoáy Nước (Whirlpool Galaxy)                                                         |          | Thiên hà xoắn ốc                              | 19.000–27.000     | Lạp Khuyển | 8,4               | 13h 29m 52,7s     | +47° 11′ 43″      |
| M52        | NGC 7654           | –                                                                                             |          | Cụm sao mở                                    | 5,0               | Tiên Hậu   | 5,0               | 23h 24,2m         | +61° 35′          |
| M53        | NGC 5024           | –                                                                                             |          | Cụm sao cầu                                   | 58                | Hậu Phát   | 8,3               | 13h 12m 55,25s    | +18° 10′ 05,4″    |
| M54        | NGC 6715           | –                                                                                             |          | Cụm sao cầu                                   | 87,4              | Cung Thủ   | 8,4               | 18h 55m 03,33s    | −30° 28′ 47,5″    |
| M55        | NGC 6809           | –                                                                                             |          | Cụm sao cầu                                   | 17,6              | Cung Thủ   | 7,4               | 19h 39m 59,71s    | −30° 57′ 53,1″    |
| M56        | NGC 6779           | –                                                                                             |          | Cụm sao cầu                                   | 32,9              | Thiên Cầm  | 8,3               | 19h 16m 35,57s    | +30° 11′ 00,5″    |
| M57        | NGC 6720           | Tinh vân Chiếc Nhẫn (Ring Nebula)                                                             |          | Tinh vân hành tinh                            | 1,6–3,8           | Thiên Cầm  | 8,8               | 18h 53m 35,079s   | +33° 01′ 45,03″   |
| M58        | NGC 4579           | –                                                                                             |          | Thiên hà xoắn ốc có thanh                     | ~63.000           | Xử Nữ      | 10,5              | 12h 37m 43,5s     | +11° 49′ 05″      |
| M59        | NGC 4621           | –                                                                                             |          | Thiên hà elip                                 | 55.000–65.000     | Xử Nữ      | 10,6              | 12h 42m 02,3s     | +11° 38′ 49″      |
| M60        | NGC 4649           | –                                                                                             |          | Thiên hà elip                                 | 51.000–59.000     | Xử Nữ      | 9,8               | 12h 43m 39,6s     | +11° 33′ 09″      |
| M61        | NGC 4303           | –                                                                                             |          | Thiên hà xoắn ốc                              | 50.200–54.800     | Xử Nữ      | 10,2              | 12h 21m 54,9s     | +04° 28′ 25″      |
| M62        | NGC 6266           | –                                                                                             |          | Cụm sao cầu                                   | 22,2              | Xà Phu     | 7,4               | 17h 01m 12,60s    | −30° 06′ 44,5″    |
| M63        | NGC 5055           | Thiên hà Hoa Hướng Dương (Sunflower Galaxy)                                                   |          | Thiên hà xoắn ốc                              | 37.000            | Lạp Khuyển | 9,3               | 13h 15m 49,3s     | +42° 01′ 45″      |
| M64        | NGC 4826           | Thiên hà Mắt Đen (Black Eye Galaxy)                                                           |          | Thiên hà xoắn ốc}}                            | 22.000–26.000     | Hậu Phát   | 9,4               | 12h 56m 43,7s     | +21° 40′ 58″      |
| M65        | NGC 3623           | Cụm ba sao Sư Tử (Leo Triplet)                                                                |          | Thiên hà xoắn ốc có thanh                     | 41.000–42.000     | Sư Tử      | 10,3              | 11h 18m 5,9s      | +13° 05′ 32″      |
| M66        | NGC 3627           | Cụm ba sao Sư Tử (Leo Triplet)                                                                |          | Thiên hà xoắn ốc có thanh                     | 31.000–41.000     | Sư Tử      | 8,9               | 11h 20m 15,0s     | +12° 59′ 30″      |
| M67        | NGC 2682           | –                                                                                             |          | Cụm sao mở                                    | 2,61–2,93         | Cự Giải    | 6,1               | 08h 51,3m         | +11° 49′          |
| M68        | NGC 4590           | –                                                                                             |          | Cụm sao cầu                                   | 33,6              | Trường Xà  | 9,7               | 12h 39m 27,98s    | −26° 44′ 38,6″    |
| M69        | NGC 6637           | –                                                                                             |          | Cụm sao cầu                                   | 29,7              | Cung Thủ   | 8,3               | 18h 31m 23,10s    | −32° 20′ 53,1″    |
| M70        | NGC 6681           | –                                                                                             |          | Cụm sao cầu                                   | 29,4              | Cung Thủ   | 9,1               | 18h 43m 12,76s    | −32° 17′ 31,6″    |
| M71        | NGC 6838           | –                                                                                             |          | Cụm sao cầu                                   | 13,0              | Thiên Tiễn | 6,1               | 19h 53m 46,49s    | +18° 46′ 45,1″    |
| M72        | NGC 6981           | –                                                                                             |          | Cụm sao cầu                                   | 53,40–55,74       | Bảo Bình   | 9,4               | 20h 53m 27,70s    | −12° 32′ 14,3″    |
| M73        | NGC 6994           | –                                                                                             |          | Khoảnh sao                                    | ~2,5              | Bảo Bình   | 9,0               | 20h 58m 54s       | −12° 38′          |
| M74        | NGC 628            | Thiên hà Ma (Phantom Galaxy)                                                                  |          | Thiên hà xoắn ốc                              | 24.000–36.000     | Song Ngư   | 10,0              | 01h 36m 41,8s     | +15° 47′ 01″      |
| M75        | NGC 6864           | –                                                                                             |          | Cụm sao cầu                                   | 67,5              | Cung Thủ   | 9,2               | 20h 06m 04,75s    | −21° 55′ 16,2″    |
| M76        | NGC 650, NGC 651   | Tinh vân Quả Tạ Nhỏ (Little Dumbbell Nebula)                                                  |          | Tinh vân hành tinh                            | 2,5               | Anh Tiên   | 10,1              | 01h 42,4m         | +51° 34′ 31″      |
| M77        | NGC 1068           | Kình Ngư A (Cetus A)                                                                          |          | Thiên hà xoắn ốc                              | 47.000            | Kình Ngư   | 9,6               | 02h 42m 40,7s     | −00° 00′ 48″      |
| M78        | NGC 2068           | –                                                                                             |          | Tinh vân khuếch tán                           | 1,6               | Lạp Hộ     | 8,3               | 05h 46m 46,7s     | +00° 00′ 50″      |
| M79        | NGC 1904           | –                                                                                             |          | Cụm sao cầu                                   | 41                | Thiên Thố  | 8,6               | 05h 24m 10,59s    | −24° 31′ 27,3″    |
| M80        | NGC 6093           | –                                                                                             |          | Cụm sao cầu                                   | 32,6              | Thiên Yết  | 7,9               | 16h 17m 02,41s    | −22° 58′ 33,9″    |
| M81        | NGC 3031           | Thiên hà Bode (Bode's Galaxy)                                                                 |          | Thiên hà xoắn ốc                              | 11.400–12.200     | Đại Hùng   | 6,9               | 09h 55m 33,2s     | +69° 3′ 55″       |
| M82        | NGC 3034           | Thiên hà Điếu xì gà (Cigar Galaxy)                                                            |          | Thiên hà bùng nổ sao                          | 10.700–12.300     | Đại Hùng   | 8,4               | 09h 55m 52,2s     | +69° 40′ 47″      |
| M83        | NGC 5236           | Thiên hà Chong Chóng phía Nam (Southern Pinwheel Galaxy)                                      |          | Thiên hà xoắn ốc có thanh                     | 14,700            | Trường Xà  | 7,5               | 13h 37m 00,9s     | −29° 51′ 57″      |
| M84        | NGC 4374           | –                                                                                             |          | Thiên hà hình hạt đậu                         | 57.000–63.000     | Xử Nữ      | 10,1              | 12h 25m 03,7s     | +12° 53′ 13″      |
| M85        | NGC 4382           | –                                                                                             |          | Thiên hà hình hạt đậu                         | 56.000–64.000     | Hậu Phát   | 10,0              | 12h 25m 24,0s     | +18° 11′ 28″      |
| M86        | NGC 4406           | –                                                                                             |          | Thiên hà hình hạt đậu                         | 49.000–55.000     | Xử Nữ      | 9,8               | 12h 26m 11,7s     | +12° 56′ 46″      |
| M87        | NGC 4486           | Xử Nữ A (Virgo A)                                                                             |          | Thiên hà elip                                 | 51.870–55.130     | Xử Nữ      | 9,6               | 12h 30m 49,42338s | +12° 23′ 28,0439″ |
| M88        | NGC 4501           | –                                                                                             |          | Thiên hà xoắn ốc                              | 39.000–56.000     | Hậu Phát   | 10,4              | 12h 31m 59,2s     | +14° 25′ 14″      |
| M89        | NGC 4552           | –                                                                                             |          | Thiên hà elip                                 | 47.000–53.000     | Xử Nữ      | 10,7              | 12h 35m 39,8s     | +12° 33′ 23″      |
| M90        | NGC 4569           | –                                                                                             |          | Thiên hà xoắn ốc                              | 55.900–61.500     | Xử Nữ      | 10,3              | 12h 36m 49,8s     | +13° 09′ 46″      |
| M91        | NGC 4548           | –                                                                                             |          | Thiên hà xoắn ốc có thanh                     | 47.000–79.000     | Hậu Phát   | 11,0              | 12h 35m 26,4s     | +14° 29′ 47″      |
| M92        | NGC 6341           | –                                                                                             |          | Cụm sao cầu                                   | 26,7              | Vũ Tiên    | 6,3               | 17h 17m 07,39s    | +43° 08′ 09,4″    |
| M93        | NGC 2447           | –                                                                                             |          | Cụm sao mở                                    | 3,6               | Thuyền Vĩ  | 6,0               | 07h 44,6m         | −23° 52′          |
| M94        | NGC 4736           | Mắt Cá Sấu hoặc Mắt Mèo (Croc's Eye or Cat's Eye)                                             |          | Thiên hà xoắn ốc                              | 14.700–17.300     | Lạp Khuyển | 9,0               | 12h 50m 53,1s     | +41° 07′ 14″      |
| M95        | NGC 3351           | –                                                                                             |          | Thiên hà xoắn ốc có thanh                     | 31.200–34.000     | Sư Tử      | 11,4              | 10h 43m 57,7s     | +11° 42′ 14″      |
| M96        | NGC 3368           | –                                                                                             |          | Thiên hà xoắn ốc                              | 28.000–34.000     | Sư Tử      | 10,1              | 10h 46m 45,7s     | +11° 49′ 12″      |
| M97        | NGC 3587           | Tinh vân Con cú (Owl Nebula)                                                                  |          | Tinh vân hành tinh                            | 2,03              | Đại Hùng   | 9,9               | 11h 14m 47,734s   | +55° 01′ 08,50″   |
| M98        | NGC 4192           | –                                                                                             |          | Thiên hà xoắn ốc                              | 44.400            | Hậu Phát   | 11,0              | 12h 13m 48,292s   | +14° 54′ 01,69″   |
| M99        | NGC 4254           | –                                                                                             |          | Thiên hà xoắn ốc                              | 44.700–55.700     | Hậu Phát   | 10,4              | 12h 18m 49,6s     | +14° 24′ 59″      |
| M100       | NGC 4321           | –                                                                                             |          | Thiên hà xoắn ốc                              | 55.000            | Hậu Phát   | 10,1              | 12h 22m 54,9s     | +15° 49′ 21″      |
| M101       | NGC 5457           | Thiên hà Chong Chóng (Pinwheel Galaxy)                                                        |          | Thiên hà xoắn ốc                              | 19.100–22.400     | Đại Hùng   | 7,9               | 14h 03m 12,6s     | +54° 20′ 57″      |
| M102       | NGC 5866           | Thiên hà Spindle (Spindle Galaxy)                                                             |          | Thiên hà hình hạt đậu                         | 50.000            | Thiên Long | 10,7              | 15h 06m 29,5s     | +55° 45′ 48″      |
| M103       | NGC 581            | –                                                                                             |          | Cụm sao mở                                    | 10                | Tiên Hậu   | 7,4               | 01h 33,2m         | +60° 42′          |
| M104       | NGC 4594           | Thiên hà Mũ Vành Rộng (Sombrero Galaxy)                                                       |          | Thiên hà xoắn ốc                              | 28.700–30.900     | Xử Nữ      | 9,0               | 12h 39m 59,4s     | −11° 37′ 23″      |
| M105       | NGC 3379           | –                                                                                             |          | Thiên hà elip                                 | 30.400–33.600     | Sư Tử      | 10,2              | 10h 47m 49,6s     | +12° 34′ 54″      |
| M106       | NGC 4258           | –                                                                                             |          | Thiên hà xoắn ốc                              | 22.200–25.200     | Lạp Khuyển | 9,1               | 12h 18m 57,5s     | +47° 18′ 14″      |
| M107       | NGC 6171           | –                                                                                             |          | Cụm sao cầu                                   | 20,9              | Xà Phu     | 8,9               | 16h 32m 31,86s    | −13° 03′ 13,6″    |
| M108       | NGC 3556           | –                                                                                             |          | Thiên hà xoắn ốc có thanh                     | 46.000            | Đại Hùng   | 10,7              | 11h 11m 31,0s     | +55° 40′ 27″      |
| M109       | NGC 3992           | –                                                                                             |          | Thiên hà xoắn ốc có thanh                     | 59.500–107.500    | Đại Hùng   | 10,6              | 11h 57m 36,0s     | +53° 22′ 28″      |
| M110       | NGC 205            | –                                                                                             |          | Thiên hà hình elip lùn                        | 2600–2780         | Tiên Nữ    | 9,0               | 00h 40m 22,1s     | +41° 41′ 07″      |

## Bản đồ sao thiên thể Messier
CHÚ THÍCH: Messier 102 bị thiếu trong bản đồ này.

Bản đồ sao mô tả các thiên thể Messier được vẽ trên một lưới hình chữ nhật đại diện cho xích kinh và xích vĩ